# 池田英政
池田 英政（いけだ ひでまさ、生年不詳）は、江戸時代後期（18世紀後期）の関宿藩士、随筆家。初名の正樹（まさき）の名でも知られている。通称は権左衛門・作之丞・作之進。母は喜多山氏。

## 経歴
巣鴨・本妙寺の墓誌によれば天保2年（1831年）8月8日没。明和6年（1769年）に主君久世広明の大坂城代任命に伴い、父とともに大坂に赴任を命じられる。安永3年（1774年）まで大坂に在任し、その際に見聞したことを随筆『難波噺』としてまとめ、明和・安永期の大坂の様子・風俗に関する様々な記述を残した（戦後、『随筆百花苑』に所収されて広く知られることになる）。この間、安永2年（1773年）に家督を継承し、安永3年11月に諱を「英政」と改名した。『難波噺』の記述は同年末で終わる。その後の動向は、安永6年（1777年）に広明が京都所司代に任命されると、京都に赴任している。大坂・京都時代には上方の文人と交流し、木村蒹葭堂・加藤景範らと親交があったことが知られている。文化武鑑には文化14年（1817年）まで近習頭として掲載されている。